# Itapipoca Esporte Clube
Itapipoca Esporte Clube ist ein brasilianischer Fußballklub mit Sitz in der Stadt Itapipoca im Bundesstaat Ceará.

## Geschichte
Der Verein wurde Ende Dezember 1993 gegründet. Die Mannschaft startete in der höchsten Spielklasse der Staatsmeisterschaft von Ceará, Série A. In der Saison 1997 und stieg man über den 13. Platz in die Série B ab und direkt über den zweiten Platz wieder auf. In der Saison 2001 wurde der Klub Zehnter und stieg erneut ab. Mit Platz eins in der Folgesaison gelang die Teilnahme an der landesweiten Série C und dort in der Folgespielzeit der 14. Platz. In den nächsten Jahren hält man sich stabil in der höchsten Staatsliga und nimmt über den 4. Platz noch einmal an der Série C teil. Diesmal reichte es jedoch nur für den 52. Platz.
In der Saison 2012 stieg man über den 12. Platz erneut ab und als erster in der darauffolgenden Spielzeit wieder auf. In der Saison 2017 stieg man wieder ab und in nächsten Saison in die Drittklassigkeit ab. Als Zweiter stieg man in der Saison 2019 direkt wieder in die zweite Klasse auf.